# Juval
Juval někdy též Kfar Juval (hebrejsky יוּבַל‎, nebo כְּפַר יוּבַל‎, anglicky oficiálně Yuval, někdy též Kfar Yuval) je vesnice typu mošav v Izraeli, v Severním distriktu, v oblastní radě Mevo'ot ha-Chermon.

## Geografie
Leží v nadmořské výšce 260 metrů v nejsevernějším výběžku Horní Galileje poblíž pramenišť řeky Jordán, přímo na hranici s Libanonem.
Vesnice se nachází cca 4 kilometry severovýchodně od města Kirjat Šmona, cca 150 kilometrů severovýchodně od centra Tel Avivu a cca 75 kilometrů severovýchodně od centra Haify. Juval obývají Židé, přičemž osídlení v tomto regionu je zcela židovské. Výjimkou je město Ghadžar cca 3 kilometry na severovýchod, které obývají arabští alavité.
Juval je na dopravní síť napojen pomocí severojižního tahu dálnice číslo 90. Spojení ve východozápadním směru zajišťuje dálnice číslo 99, která vede na Golanské výšiny.

## Dějiny
Juval byl založen v roce 1952. Prvními obyvateli byli židovští přistěhovalci z Kurdistánu a ze severní Afriky. Ti zde ale z větší části nevydrželi. Do mošavu pak zamířilo nové osadnické jádro tvořené Židy původem z jižní Indie
(z okolí města Kočin). Ti zde vytrvali dodnes.
15. června 1975 pronikli do mošavu Juval čtyři arabští teroristé a zabili dva zdejší obyvatele a šest jich zranili.
Ekonomika obce je založena na zemědělství (150 hektarů pozemků) a turistice (13 zdejších rodin vytvořilo ubytování pro turisty). V Juval jsou k dispozici zařízení předškolní péče. Základní škola je v nedalekém Kfar Gil'adi. Střední školství je v okolních obcích. Juval disponuje sportovními areály, synagogou, zdravotním střediskem a veřejnou knihovnou.
Západně od nynějšího mošavu Juval se do roku 1948 rozkládala arabská vesnice az-Zúq al-Fauqání. V roce 1945 v ní žilo 160 lidí. Během války za nezávislost v květnu 1948 během operace Jiftach byla vesnice dobyta izraelskými silami a byla vysídlena. Zástavba arabské vesnice byla zbořena a na jejím místě jsou nyní zemědělské pozemky.

## Demografie
Obyvatelstvo mošavu Juval je sekulární. Podle údajů z roku 2014 tvořili naprostou většinu obyvatel v mošavu Juval Židé (včetně statistické kategorie "ostatní", která zahrnuje nearabské obyvatele židovského původu ale bez formální příslušnosti k židovskému náboženství).
Jde o menší sídlo vesnického typu s dlouhodobě rostoucí populací. K 31. prosinci 2014 zde žilo 655 lidí. Během roku 2014 populace stoupla o 2,9 %.
| Rok            | 1961 | 1972 | 1983 | 1995 | 2001 | 2003 | 2004 | 2005 | 2006 | 2007 | 2008 | 2009 | 2010 | 2011 | 2012 | 2013 | 2014 |
| -------------- | ---- | ---- | ---- | ---- | ---- | ---- | ---- | ---- | ---- | ---- | ---- | ---- | ---- | ---- | ---- | ---- | ---- |
| Počet obyvatel | 247  | 292  | 323  | 318  | 325  | 348  | 359  | 385  | 392  | 400  | 423  | 515  | 550  | 566  | 589  | 637  | 655  |